# Асторка Корзо ’90
Театр «Асторка Корзо ’90» (словацк. Divadlo Astorka Korzo ’90") — камерный театр в Братиславе (Словакия), располагается в Старом городе.

## История
Был основан 1 апреля 1990 года актёрами Любо Грегором и Зитой Фурковой под названием театр «Корзо ’90» как преемник традиций «Театра на Корзе», существовавшего в 1960-е годы и закрытого в следующем десятилетии. «Театр на Корзе» выделялся прежде всего новаторской драматургией и режиссурой, а также обращением к малым сценическим формам. Любо Грегор стал директором театра (совмещая административную деятельность с актёрской), а уже 14 сентября 1990 года состоялась первая премьера: «Уведомление» («Vyrozumeni») В. Гавела в постановке Владимира Стрниско.
В 1992 году в качестве штатного режиссёра в театр был приглашён Юрай Нвота.
В 1993 году театр получил новое название «Асторка Корзо ’90» в честь кафе «Астория», располагавшегося в здании театра в 1817—1945 годах и бывшего одним из центров культурной жизни Братиславы в начале XX века.
В 1995 году Любо Грегор покинул театр, а директором стал Владимир Черны.
С 2002 года театр работает в помещении бывшего кинотеатра «Пограничник» в здании Министерства культуры Словакии на площади Словацкого национального восстания.
В 2015 году художественным руководителем театра был назначен режиссёр Мариан Амслер.
В настоящее время труппа театра состоит из следующих актёров: Борис Фаркаш, Мирослав Нога, Зита Фуркова, Марта Сладечкова, Анна Шишкова, Сиди Тобиаш, Матей Ландл, Владимир Черны и др. Его спектакли становятся заметными событиями словацкой театральной жизни и участвуют в словацких и зарубежных (в том числе чешских) международных фестивалях.

## Награды
Отдельные представители труппы являются обладателями различных театральных премий, а постановки театра «Асторка Корзо '90» дважды подряд удостаивались премии за лучший спектакль сезона.
- 1997
  - Премия «Подмостки»: Приз за лучший спектакль сезона: постановка пьесы А. Н. Островского «Лес»
  - Премия «Подмостки»: Приз за лучшую режиссуру сезона: Роман Полак за постановку пьесы А. Н. Островского «Лес»
  - Премия «Подмостки»: Приз за лучшую женскую роль сезона: Зузана Кронерова за роль Матери в пьесе Яна Антонина Питинского «Мать»
  - Премия «Подмостки»: Приз за лучшую сценографию сезона: Алеш Вотава за подготовку сцены к спектаклю по пьесе А. Н. Островского «Лес»

- 1998
  - Премия «Подмостки»: Приз за лучший спектакль сезона: постановка пьесы Максима Горького «Мещане. Сцены в доме Бессеменова»;
  - Премия «Подмостки»: Приз за лучшую женскую роль сезона: Зора Колинска за роль Акулины в спектакле по пьесе Максима Горького «Мещане. Сцены в доме Бессеменова»
  - Премия «Подмостки»: Приз за лучшую мужскую роль сезона: Борис Фаркаш за роль Тетерева в спектакле по пьесе Максима Горького «Мещане. Сцены в доме Бессеменова»

- 1999
  - Премия «Подмостки»: Приз на лучшее театральное музыкальное произведение сезона: Михал Ничик за музыку к спектаклю по пьесе Эдёна фон Хорвата «Сказки Венского леса»

- 2000
  - Премия «Подмостки»: Приз за лучшую мужскую роль сезона: Борис Фаркаш за роль Порфирия Петровича в спектакле «Убийство топором в Санкт-Петербурге»

- 2001
  - Премия «Подмостки»: Приз за лучшую женскую роль сезона: Анна Шишкова за роль Селии в спектакле по пьесе Т. С. Элиота «Вечеринка с коктейлями»
  - Премия «Подмостки»: Премия за лучшую мужскую роль сезона: Владимир Гайду за роль Виконта де Вальмона в спектакле «Квартет»

- 2002
  - Премия «Подмостки»: Приз за лучшую мужскую роль сезона: Матей Ландл за роль Ларри в спектакле по пьесе Патрика Марбера «Ближе»; Кошицкий государственный театр (Матей Ландл как член актёрской труппы театра «Асторка Корзо '90»)

- 2003
  - Премия «Подмостки»: Приз за лучшую женскую роль сезона: Анна Шишкова, за роль Молодой женщины в спектакле по пьесе Нила Лабута «Баш: последние пьесы»